# Inversor de frequência

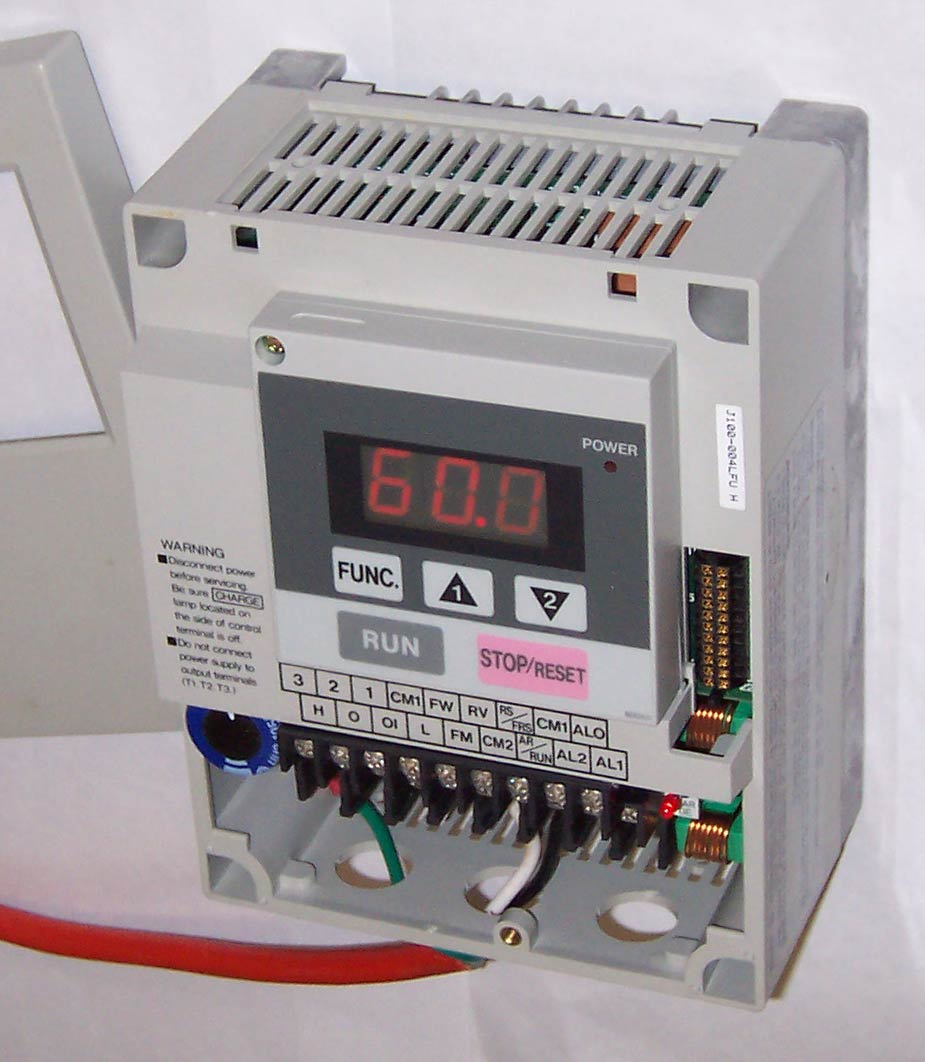
Pequeno inversor de frequência

Um inversor de frequência (VFD) ou inversor de frequência ajustável (AFD), inversor de frequência variável (VSD) é um tipo de drive de motor usado em sistemas de acionamento eletromecânicos para controlar a velocidade e o torque de motores de corrente alternada variando a frequência e a tensão de entrada do motor.
VFDs são usados em aplicações que variam de pequenos aparelhos a grandes compressores. Cerca de 25% da energia elétrica mundial é consumida por motores elétricos em aplicações industriais. Os sistemas que usam VFDs podem ser mais eficientes do que aqueles que usam o controle de aceleração do fluxo de fluido, como em sistemas com bombas e controle de amortecedor para ventiladores. No entanto, a penetração no mercado global para todas as aplicações de VFDs é relativamente pequena.